# Eagle Lake (Wisconsin)
Eagle Lake es un lugar designado por el censo ubicado en el condado de Racine en el estado estadounidense de Wisconsin. En el Censo de 2010 tenía una población de 1.192 habitantes y una densidad poblacional de 152,95 personas por km².

## Geografía
Eagle Lake se encuentra ubicado en las coordenadas 42°41′44″N 88°7′44″O / 42.69556, -88.12889. Según la Oficina del Censo de los Estados Unidos, Eagle Lake tiene una superficie total de 7.79 km², de la cual 5.64 km² corresponden a tierra firme y (27.62%) 2.15 km² es agua.

## Demografía
Según el censo de 2010, había 1.192 personas residiendo en Eagle Lake. La densidad de población era de 152,95 hab./km². De los 1.192 habitantes, Eagle Lake estaba compuesto por el 96.98% blancos, el 0.59% eran afroamericanos, el 0.5% eran amerindios, el 0.59% eran asiáticos, el 0% eran isleños del Pacífico, el 0.67% eran de otras razas y el 0.67% pertenecían a dos o más razas. Del total de la población el 4.36% eran hispanos o latinos de cualquier raza.